# Clarenceville
Clarenceville, till 2022 Saint-Georges-de-Clarenceville, är en kommun i Québec i Kanada. Den ligger i regionen Montérégie, i den sydöstra delen av landet, 200 km öster om huvudstaden Ottawa. Kommunen bildades 1989 genom sammanslagning av bykommunen Clarenceville och socknen Saint-Georges-de-Clarenceville.
Kommunen är officiellt tvåspråkig (franska och engelska), med 72 % fransktalande och 25 % engelsktalande (modersmålstalare) vid folkräkningen 2021.